# 1962 FIFAワールドカップ・アジア予選
1962 FIFAワールドカップ・アジア予選は、アジア地区で行われた1962 FIFAワールドカップ・予選である。アジアサッカー連盟からは3チームが参加したが、インドネシアは出場を辞退、残る日本と韓国が予選を戦うことになった。本大会への出場枠は0.5。(勝者は欧州サッカー連盟との大陸間プレーオフに進出)
予選はホームアンドアウェー方式で2試合開催され、勝者が大陸間プレーオフに進出する。

## 勝敗表
| 順位 | チーム | 点 | 試 | 勝 | 分 | 敗 | 得 | 失 | 差 |
| ---- | ------ | -- | -- | -- | -- | -- | -- | -- | -- |
| 1    | 韓国   | 4  | 2  | 2  | 0  | 0  | 4  | 1  | +3 |
| 2    | 日本   | 0  | 2  | 0  | 0  | 2  | 1  | 4  | -3 |

| 日時          | 場所   | ホーム | スコア | アウェー |
| ------------- | ------ | ------ | ------ | -------- |
| 1960年11月6日 | ソウル | 韓国   | 2 – 1  | 日本     |
| 1961年6月11日 | 東京   | 日本   | 0 – 2  | 韓国     |

韓国がUEFAとの大陸間プレーオフに進出。